# Lojas CEM

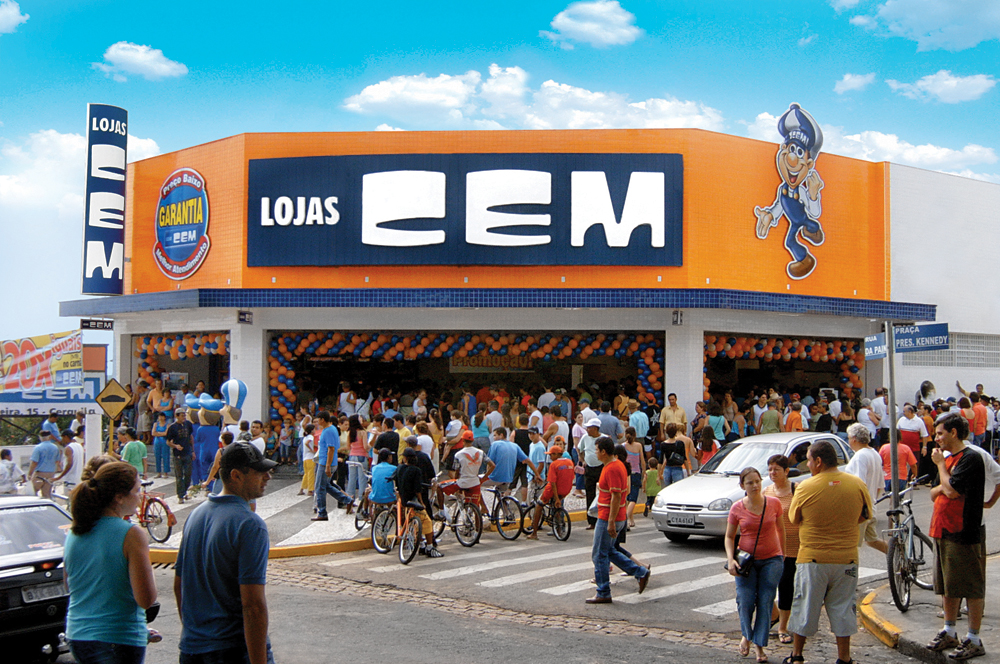
Filial das Lojas CEM em Cerquilho.

Centro dos Eletrodomésticos e Móveis, popularmente conhecida como Lojas CEM é uma empresa revendedora de móveis e eletrodomésticos do Brasil.

## História
A empresa foi fundada no ano de 1952, na cidade de Salto, pelo descendente de imigrantes italianos Remígio Dalla Vecchia. A primeira loja foi inaugurada em 1º de julho daquele ano. No princípio, era uma pequena loja de conserto e venda de peças, acessórios e bicicletas, chamada Casa de Bicicletas Zanni & Dalla Vecchia criada com capital proveniente de uma indenização recebida pela esposa do fundador, Nair Zanni Dalla Vecchia, então operária de uma indústria têxtil.
Apesar de constituir a empresa, o Sr. Remígio continuou trabalhando como funcionário na Light, até se aposentar, em 1968. Em 1975, os filhos de Remígio ampliaram os negócios, abrindo espaço para a venda de eletrodomésticos. A empresa então mudou para um prédio próprio e maior, buscando atender a uma crescente demanda do mercado.
Já com seu fundador aposentado e seus filhos e o genro no comando, em 1976 a empresa promoveu um concurso para a escolha de um nome que fosse de fácil dicção e memorização: o vitorioso foi LOJAS CEM (abreviação de Centro dos Eletrodomésticos e Móveis).
A partir deste momento a Lojas Cem cresceu rapidamente, passando a inaugurar várias filiais por diversas regiões do Estado de São Paulo. A partir de  1989, expandiu-se também para outros estados, quando foi aberta a primeira loja em Pouso Alegre, Minas Gerais.
Em 1999, a rede chegou a Barra do Piraí, a primeira do estado do Rio de Janeiro, ingressando no Paraná no ano seguinte, com a abertura de uma loja em São José dos Pinhais. Naquele ano inaugurou sua centésima loja na cidade de São José do Rio Preto. Neste período a rede expandiu sua linha de produtos passando a comercializar microcomputadores, celulares e louças de cozinha. 
Na década de 2010, a rede varejista tornou-se a sétima maior do país no segmento, possuindo mais de 180 lojas espalhadas pelos estados de São Paulo, Rio de Janeiro, Minas Gerais e Paraná, empregando cerca de 5.000 pessoas. A rede possui 2.2% de participação de mercado no segmento. A LOJAS CEM conta com uma carteira que possui mais de 3.5 milhões de clientes. Aproximadamente 70% das vendas são feitas com financiamento próprio, em carnês; 10% à vista e 20% no cartão de crédito. Cada loja da rede está instalada em imóvel de propriedade da empresa.
Em 2002, um de seus proprietários, Roberto Benito Júnior, foi sequestrado. Em 2011, foi anunciado que a empresa dobraria o número de empregados em sua cidade-sede.
Em 2013, alcançou a marca de mais de 200 lojas.
Em março de 2017, inaugurou a sua filial de número 246 na cidade de Lins interior de São Paulo.
Em 15 de dezembro de 2017, inaugurou a sua filial na cidade de Frutal no interior de Minas Gerais.